# یکی و دیگری
یکی و دیگری (به فرانسوی: Les Uns et les Autres) و (به انگلیسی: he One and the Other) فیلمی محصول سال ۱۹۸۴ و به کارگردانی کلود لولوش است. در این فیلم بازیگرانی همچون روبر حسین، نیکول گارسیا، جرالدین چاپلین، دانیل اولبریخسکی، فنی اردان، ژاک ویلره، ریشار بورینژه، جیمز کان، ژان-کلود بوتیه، ماشا مریل، اولین بویکس، فرانسیس هوستر، ریمون پلیگران، مارته ویلالونگا، پل پربوآ، ژان-کلود بریالی، اوا دارلان، ژان-پیر کاستالدی، الکساندرا استوارت، فرانسیس له، بری پریموس، والری کوئنسن، بریجیت روآن، کریستف بورسِیِه و شارون استون ایفای نقش کرده‌اند.